# Habitatge al carrer Ramon Boy, 5 (Torroella de Montgrí)
L'Habitatge al carrer Ramon Boy, 5 és una obra eclèctica de Torroella de Montgrí (Baix Empordà) inclosa a l'Inventari del Patrimoni Arquitectònic de Catalunya.

## Descripció
Gran casal amb jardí davanter. És format per planta baixa, pis principal i golfes. La façana presenta una estructura simètrica, amb totes les obertures d'arc de mig punt. A la planta baixa hi ha una porta d'accés centrada, precedida per un porxos que sosté una terrassa amb balustrada al primer pis, on hi ha tres obertures; el pis de les golfes mostra tres finestres centrades. El coronament és sinuós.

## Història
La zona on està situat el casal va iniciar el seu procés d'urbanització durant el segle xix. L'edifici va ser bastit l'any 1882 i remodelat l'any 1946, dates que figuren a la façana d'accés.